# Pereleski (Kaliningrad, Tschernjachowsk)
Pereleski (russisch Перелески, deutsch Mühle Keppurren, 1938–1945 Friedrichsmühle, litauisch Kepuriai) ist ein Ort in der russischen Oblast Kaliningrad. Er gehört zur kommunalen Selbstverwaltungseinheit Stadtkreis Tschernjachowsk im Rajon Tschernjachowsk. Laut der letzten Volkszählung von 2010 ist der Ort unbewohnt.

## Geographische Lage
Pereleski liegt 14 Kilometer südwestlich der Stadt Tschernjachowsk (Insterburg) und ist von der Regionalstraße 27A-039 zwischen Swoboda (Jänischken/Jänichen) und Ugrjumowo (Matheningken/Mattenau) in südlicher Richtung über einen Landweg zu erreichen. Bis 2009 war Ugrjumowo-Nowoje die nächste Bahnstation an der Bahnstrecke Tschernjachowsk–Schelenesdoroschny (Insterburg–Gerdauen), die seitdem nicht mehr für den Personenverkehr genutzt wird.

## Geschichte
Der bis 1938 Mühle Keppurren (in Unterscheidung zu (Adlig) Keppurren, 1938–1946 Kranichfelde, russisch: Sibirskoje, heute nicht mehr existent) genannte Ort wurde im Jahre 1874 in den neu errichteten Amtsbezirk Blockinnen (1938–1946 Blocken, russisch: Otradnoje) eingegliedert, der zum Kreis Insterburg im Regierungsbezirk Gumbinnen der preußischen Provinz Ostpreußen gehörte. Im Jahre 1910 waren im Gutsbezirk Mühle Keppurren 70 Einwohner registriert.
Am 30. September 1928 ging die Eigenständigkeit des Gutsbezirks Mühle Keppurren verloren, als er nämlich in die Landgemeinde Kohlischken eingemeindet wurde, die sich ab genau dem Zeitpunkt in „Hutmühle“ (heute russisch: Werschinino) umbenannte, während der neue Ortsteil Mühle Keppurren den Namen „Friedrichsmühle“ erhielt.
Im Jahre 1945 kam das Dorf mit dem nördlichen Ostpreußen zur Sowjetunion. 1947 erhielt es die  russische Bezeichnung Pereleski und wurde gleichzeitig dem Dorfsowjet Swobodnenski selski sowjet im Rajon Tschernjachowsk zugeordnet. Von 2008 bis 2015 gehörte Pereleski zur Landgemeinde Swobodnenskoje selskoje posselenije und seither zum Stadtkreis Tschernjachowsk.

## Kirche
Die überwiegend evangelische Bevölkerung von Mühle Keppurren resp. Friedrichsmühle gehörte zum Kirchspiel der Kirche Jodlauken (1938–1946: Schwalbental, russisch: Wolodarowka) im Kirchenkreis Insterburg in der Kirchenprovinz Ostpreußen der Kirche der Altpreußischen Union. Heute liegt Pereleski im Einzugsbereich der neu entstandenen evangelisch-lutherischen Kirchengemeinde in Tschernjachowsk (Insterburg) mit Pfarrsitz für die Kirchenregion Tschernjachowsk in der Propstei Kaliningrad der Evangelisch-lutherischen Kirche Europäisches Russland.